# CODED ARMS ASSAULT
『CODED ARMS ASSAULT』（コーデッドアームズアサルト）は、コナミデジタルエンタテインメントが開発するプレイステーション3用FPSである。
PSPで人気作であったCODED ARMSシリーズのコンソール機向けタイトルであり、完全新作となっている。
本作では国産メーカーの大型タイトルとしては初めてEpic Games社のUnreal Engine 3を採用、PSP版と異なりキャンペーンモードでのストーリーと国産メーカーならではの演出に重点を置いた、海外進出も視野に入れた本格的FPSを目指していた。初出のE3 2006ではキャンペーンモードならびにマルチモードの実機映像を発表し"E3で最も期待されるFPSタイトル"にも選出され、TGS2006では日本語によるストーリートレーラーが公開された。
しかし次世代コンシューマー機（Xbox 360、PS3）でUE3を採用した国産タイトルが次々と開発中止となる中、本作も2007年に公式サイトが正式に閉鎖されたことから同様に開発中止になったものと見られる。。